# Rosa 'Summer Song'

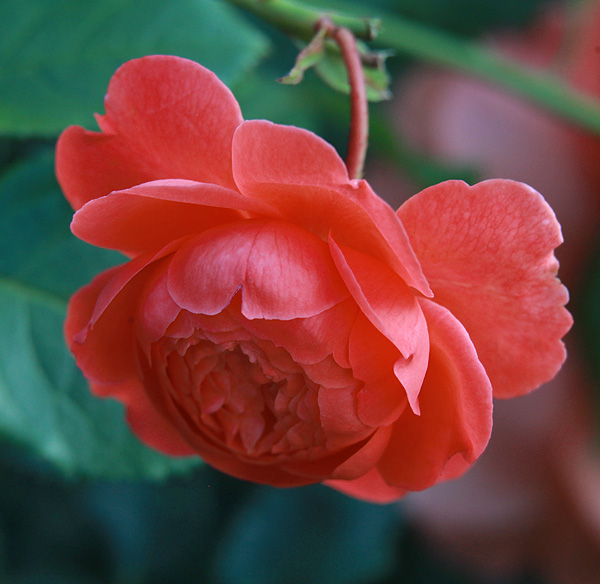

Rosa 'Summer Song' — сорт английских (англ. English Rose) роз.
Регистрационное название: 'Austango'.

## Происхождение
Нераскрытое.
Селекционер: Дэвид Остин (англ. David Austin), Великобритания, 2005 год.

## Биологическое описание
Шраб (англ. Shrub), английская роза (англ. English Rose).
Куст густой прямостоячий. Высота 120—150 см. Ширина до 90 см.
Листья полуглянцевые, тёмно-зелёные.
Цветки тёплого оранжевого цвета, густомахровые, чашевидные, старинной формы. Лепестков более 41.
Аромат сильный, характеризуется, как «магазин торговца цветами, с оттенками листьев хризантем, зрелых бананов и чайных роз».
Цветение повторное, в кистях.

## В культуре
Декоративное садовое растение.
Зоны морозостойкости: от 6b (−17,8 °C… −20,6 °C) до более тёплых.
Роза 'Summer Song' хорошо сочетается с растениями имеющими цветы абрикосового и жёлтого цвета.